# Albuca ciliaris
Albuca ciliaris är en sparrisväxtart som beskrevs av U.Müll.-doblies. Albuca ciliaris ingår i släktet Albuca och familjen sparrisväxter. Inga underarter finns listade i Catalogue of Life.